# Plaisia
Plaisia és un municipi francès situat al departament del Jura i a la regió de Borgonya - Franc Comtat. L'any 2007 tenia 112 habitants.

## Demografia

### Població
El 2007 la població de fet de Plaisia era de 112 persones. Hi havia 48 famílies de les quals 12 eren unipersonals (12 homes vivint sols), 12 parelles sense fills, 16 parelles amb fills i 8 famílies monoparentals amb fills.
La població ha evolucionat segons el següent gràfic:
Habitants censats

### Habitatges
El 2007 hi havia 51 habitatges, 46 eren l'habitatge principal de la família, 4 eren segones residències i 1 estava desocupat. 48 eren cases i 3 eren apartaments. Dels 46 habitatges principals, 40 estaven ocupats pels seus propietaris, 3 estaven llogats i ocupats pels llogaters i 3 estaven cedits a títol gratuït; 2 tenien dues cambres, 3 en tenien tres, 11 en tenien quatre i 30 en tenien cinc o més. 40 habitatges disposaven pel capbaix d'una plaça de pàrquing. A 19 habitatges hi havia un automòbil i a 25 n'hi havia dos o més.

### Piràmide de població
La piràmide de població per edats i sexe el 2009 era:
| Homes | Edats   | Dones |
| ----- | ------- | ----- |
| 0     | 95 o +  | 0     |
| 0     | 90 a 94 | 0     |
| 0     | 85 a 89 | 0     |
| 0     | 80 a 84 | 0     |
| 0     | 75 a 79 | 0     |
| 4     | 70 a 74 | 0     |
| 4     | 65 a 69 | 4     |
| 4     | 60 a 64 | 4     |
| 4     | 55 a 59 | 0     |
| 4     | 50 a 54 | 0     |
| 4     | 45 a 49 | 4     |
| 8     | 40 a 44 | 4     |
| 8     | 35 a 39 | 4     |
| 0     | 30 a 34 | 0     |
| 0     | 25 a 29 | 0     |
| 0     | 20 a 24 | 0     |
| 0     | 15 a 19 | 12    |
| 8     | 10 a 14 | 0     |
| 0     | 5 a 9   | 0     |
| 0     | 0 a 4   | 4     |

## Economia
El 2007 la població en edat de treballar era de 74 persones, 59 eren actives i 15 eren inactives. De les 59 persones actives 55 estaven ocupades (30 homes i 25 dones) i 4 estaven aturades (3 homes i 1 dona). De les 15 persones inactives 5 estaven jubilades, 8 estaven estudiant i 2 estaven classificades com a «altres inactius».
Activitats econòmiques
Dels 5 establiments que hi havia el 2007, 1 era d'una empresa de fabricació d'altres productes industrials, 1 d'una empresa de construcció, 1 d'una empresa d'hostatgeria i restauració i 2 d'empreses immobiliàries.
Dels 2 establiments de servei als particulars que hi havia el 2009, 1 era una fusteria i 1 agència immobiliària.
L'any 2000 a Plaisia hi havia 4 explotacions agrícoles.

## Poblacions més properes
El següent diagrama mostra les poblacions més properes.